# 아구스틴 푸엔테스
아구스틴 푸엔테스(Agustín Fuentes, 1966년 7월 30일 미국 캘리포니아주 샌타바버라 ~ )는 미국의 영장류학자이자 생물인류학자이다. 프린스턴 대학교 인류학 교수로, 노터데임 대학교 인류학과장을 지냈다. 2020년 미국 예술 과학 아카데미 회원으로 선출되었다. 저서로는 《크리에이티브: 무엇이 인간을 예외적 동물로 만들었는가》(The Creative Spark: How Imagination Made Humans Exceptional) 등이 있다.